# Montpreveyres
Montpreveyres (toponimo francese) è un comune svizzero di 621 abitanti del Canton Vaud, nel distretto di Lavaux-Oron.

## Monumenti e luoghi d'interesse

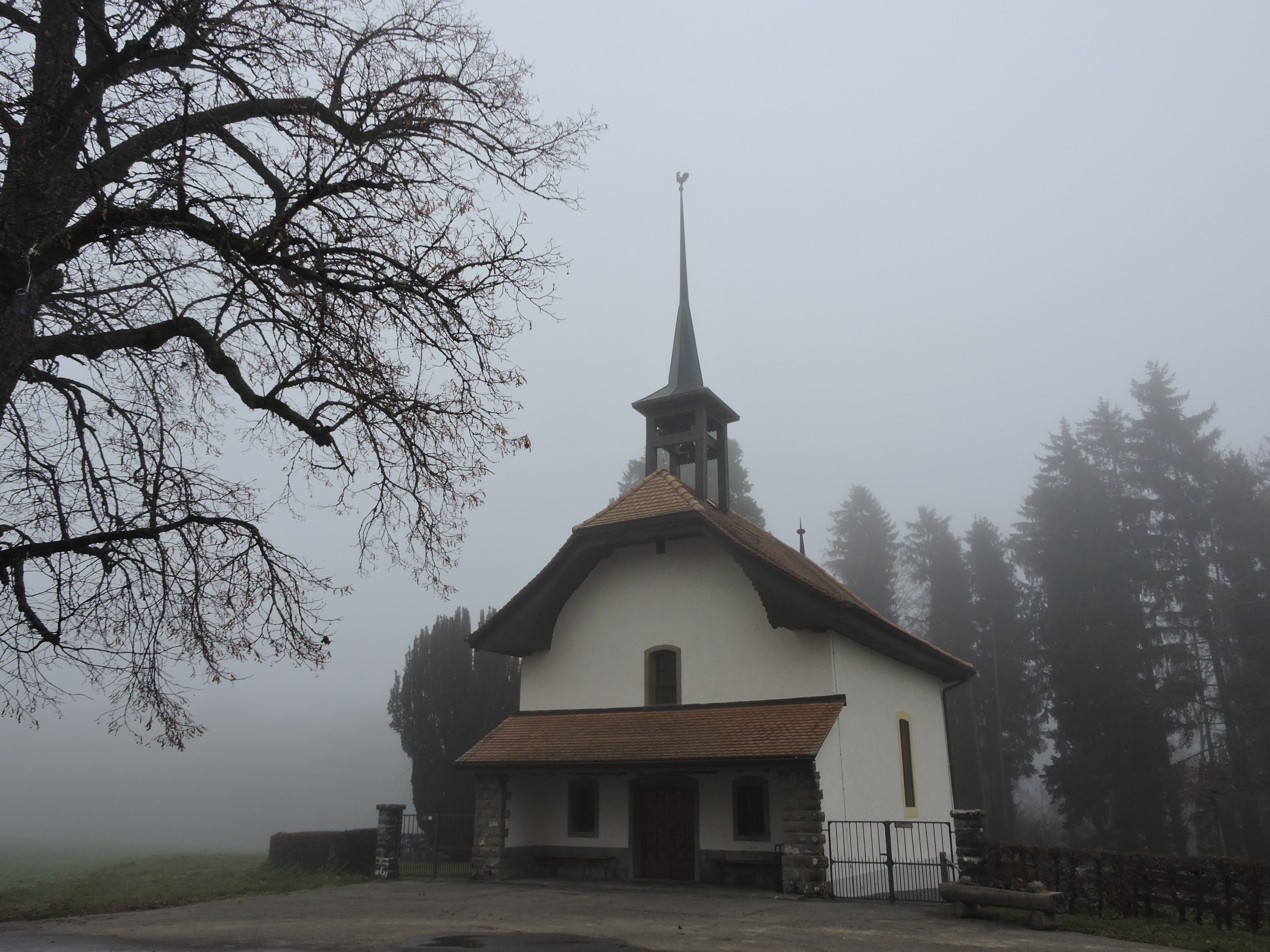
La chiesa di San Lorenzo

- Chiesa riformata di San Lorenzo, ricostruita nel 1757-1758[1].

## Società

### Evoluzione demografica
L'evoluzione demografica è riportata nella seguente tabella:
Abitanti censiti

## Amministrazione
Ogni famiglia originaria del luogo fa parte del cosiddetto comune patriziale e ha la responsabilità della manutenzione di ogni bene ricadente all'interno dei confini del comune.